# Лущак гострий
Лущак гострий, цинанхум гострий (Cynanchum acutum) — вид рослин з родини барвінкових (Apocynaceae), поширений у Північній Африці, південній Європі, помірній Азії.

## Опис
Багаторічна рослина висотою 1–2 м. Стебла виткі, негусто запушені. Квітки в пазухах листків у вигляді напівзонтиків, білі або світло-рожеві. Гілки злегка запушені, коли молоді, стають голими. Листя 2–15 × 1.5–10 см, частки округлі, кінчик гострий, голий чи майже голий, дрібно волохатий на центральному хребті та жилках. Черешки довжиною 1-5 см, від дрібно волохатих до голих.

## Поширення
Поширений у Північній Африці, південній Європі, помірній Азії.
В Україні зростає в кам'янистих, піщаних і солонцюватих місцях — на півдні, в літоральної смузі Чорного і Азовського морів, а також зрідка уздовж берегів Дніпра і Сіверського Дінця.